# エレクトロモト

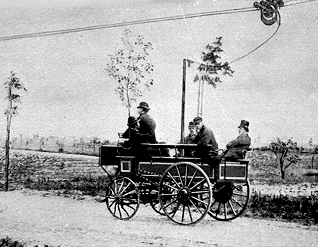
1882年に運行された世界初のトロリーバス

エレクトロモト(Electromote)は、1882年4月29日にドイツ国のベルリン郊外のハーレンシーで発明家のヴェルナー・フォン・ジーメンス博士によって世界初の公共交通機関として運行された、世界最初のトロリーバスとされる乗り物である。 

## 概要
エレクトロモトは1882年4月29日から6月13日までベルリン＝ハーレンシー駅を起点として540 m (591 yard)の試験路線で運行された。
ジーメンス・ウント・ハルスケによってエレクトロモトは4輪のランドーレットに2台の2.2kW出力の電動機の出力を後輪にチェーンで伝達するように改造された。使用された電圧は直流550 Vだった。電力は架線上を走行する小型の8輪式の"集電車" (Kontaktwagen)を柔軟性のある電線で牽引して車両に送電した。英語で使用されるKontaktwagenは後にトロリーバスの名称の語源になった"トロリー"と称された。
この実験的な車両は現在の典型的なトロリーバスの技術的な特徴を全て備えていた。6月13日に実証が終了した後、1882年6月20日に試験線は撤去された。